# Prigione di vetro 2
Prigione di vetro 2 (Glass House: The Good Mother) è un film direct-to-video del 2006 diretto da Steve Antin.
È considerato il sequel di Prigione di vetro (2001), anche se non ha gli stessi personaggi.

## Trama
Il film racconta la storia di Abby (Jordan Hinson) e Ethan Snow (Bobby Coleman), che perdono i loro genitori in un tragico incidente e vengono adottati da Eve (Angie Harmon) e Raymond Goode (Joel Gretsch), due genitori apparentemente ideali che hanno recentemente perso un figlio, David.
All'inizio le cose sembrano andare bene, ma la prima stranezza si manifesta quando Ethan trova la sua stanza principale con un bagno vicino alla camera da letto, ma ad Abby viene data una camera da letto molto lontano, nella torre della casa. Da qui, Abby nota molte cose strane; c'è un letto nel seminterrato con il nome di David e molti posti in cui non possono entrare, come la vecchia camera di David. Non sono nemmeno autorizzati a fare telefonate. Eve e Abby litigano a tavola e Eve schiaffeggia Abby. Più tardi, Eve chiede ad Abby di lavare i piatti. Mentre Abby li sta lavando, si taglia un braccio con un vetro rotto che Eve ha lasciato intenzionalmente nel lavandino per lei. Abby non l'ha visto, dal momento che il lavandino è stato riempito fino all'orlo con acqua e coperto di sapone. Abby chiede di essere portata all'ospedale, ma Eve rifiuta e tira fuori una scatola di medicinali. Raymond rivela che Eve era un'infermiera ed Eve rende il processo il più doloroso possibile - compreso mettere i punti senza farmaci anestetici. Più tardi, mentre Abby dorme, Eve le inietta una sostanza sconosciuta. Abby si sveglia, troppo tardi per fare qualsiasi cosa, tranne chiedere cosa sia il liquido, Eve risponde con: "Questo è per il dolore", Abby le dice che non è dolorante, ma Eve afferma "Lo sarai". Abby si addormenta rapidamente, suggerendo che si trattava di un sedativo di qualche tipo. Più tardi, Abby si sveglia ed Eve le dice che è rimasta a letto per tre giorni.
Ethan presto si ammala, quasi in punto di morte, e presto Abby scopre che Eve lo sta avvelenando e che questo è accaduto a tutti i precedenti figli adottivi che sono morti sotto le sue cure. Abby fa un tentativo di fuga, ma Eve la prende e la blocca in soffitta. L'amico dei loro genitori, Ben Koch (Jason London), arriva a casa per portare i bambini a Six Flags, ma Raymond gli dice che Eve li ha portati in una galleria d'arte. Dopo una passeggiata per la casa, Ben lo trova molto strano. Abby fugge da una finestra, poi Eve la segue. Durante questo periodo il telefono squilla ed Eve ed Abby corrono entrambi per rispondere. Eve arriva prima, ma la persona sull'altra linea riattacca. È stato Ben, che voleva vedere se se ne fossero davvero andati.
Dopo che Abby cerca di scappare di nuovo in macchina, viene poi fermata da Raymond, che Abby colpisce con una chiave inglese. Ben arriva ed entra in casa, ma viene attaccato da Eva e drogato. Eve continua ad inseguire Abby prima di attirarla fuori dal nascondiglio fingendo di parlare con Ethan, e poi catturata. Tiene Abby al di sopra della ringhiera, ma Abby reagisce e spinge Eve giù per le scale. Eve prende un colpo alla testa, apparendo morta. Abby corre per trovare Ethan, che trova in una vasca da bagno quasi annegato. Abby lo tira fuori ed Eve è in piedi dietro di lei con una mannaia. Manda Abby a terra mentre Ben entra, e alza la mannaia. Viene sparato un colpo e Eve viene uccisa, ma non è stato Ben a sparare. È stato Raymond che ha sparato con la pistola che ha ucciso sua moglie, dopo essere uscito dalla sua cieca obbedienza causata dall'amore. Raymond viene arrestato e Abby ed Ethan vengono portati all'ospedale. I due presumibilmente finiranno con Ben.